# Jean de Brosse
Jean de Brosse, signore di Boussac, Sainte-Sévère-sur-Indre ed Huriel (Huriel, 1375 – Boussac, 1433), è stato un militare francese, maresciallo di Francia. Era figlio di Pierre de Brosse, signore di Huriel, e di Marguerite de Malval, signora di La Forêt.

## Biografia
Jean de Brosse, che i cronisti dell'epoca chiamarono «le maréchal de Boussac» (talvolta «le maréchal de Sainte-Sévère»), entrò alla corte del re Carlo VII probabilmente facilitato dalla sua parentela con la famiglia de Culant, più che per il suo tardivo matrimonio (nel 1419) con Jeanne de Naillac, nipote di Philibert de Naillac, gran maestro degli Ospitalieri di Rodi dal 1396 al 1421.
Viene per la prima volta citato nelle cronache a partire dal marzo 1423, quando combatté alla testa di cento uomini d'armi agli ordini di Bernardo III, delfino d'Alvernia. Passò presto al servizio di Arturo III di Bretagna, connestabile di Richemont. In ricompensa dei buoni e leali servizi, il re lo elevò alla dignità di maresciallo di Francia il 14 luglio 1426.
Carlo VII era allora in preda ai dubbi: i favoriti si succedevano ed esercitavano su di lui un'influenza che il potente Richemont giudicava nociva agli interessi del regno. Si è quindi supposto che Jean de Brosse, su ordine di Richemont, fu nel 1427 l'istigatore, se non l'autore, dell'arresto e dell'assassinio di Le Camus de Beaulieu, decaduto dai favori del connestabile.

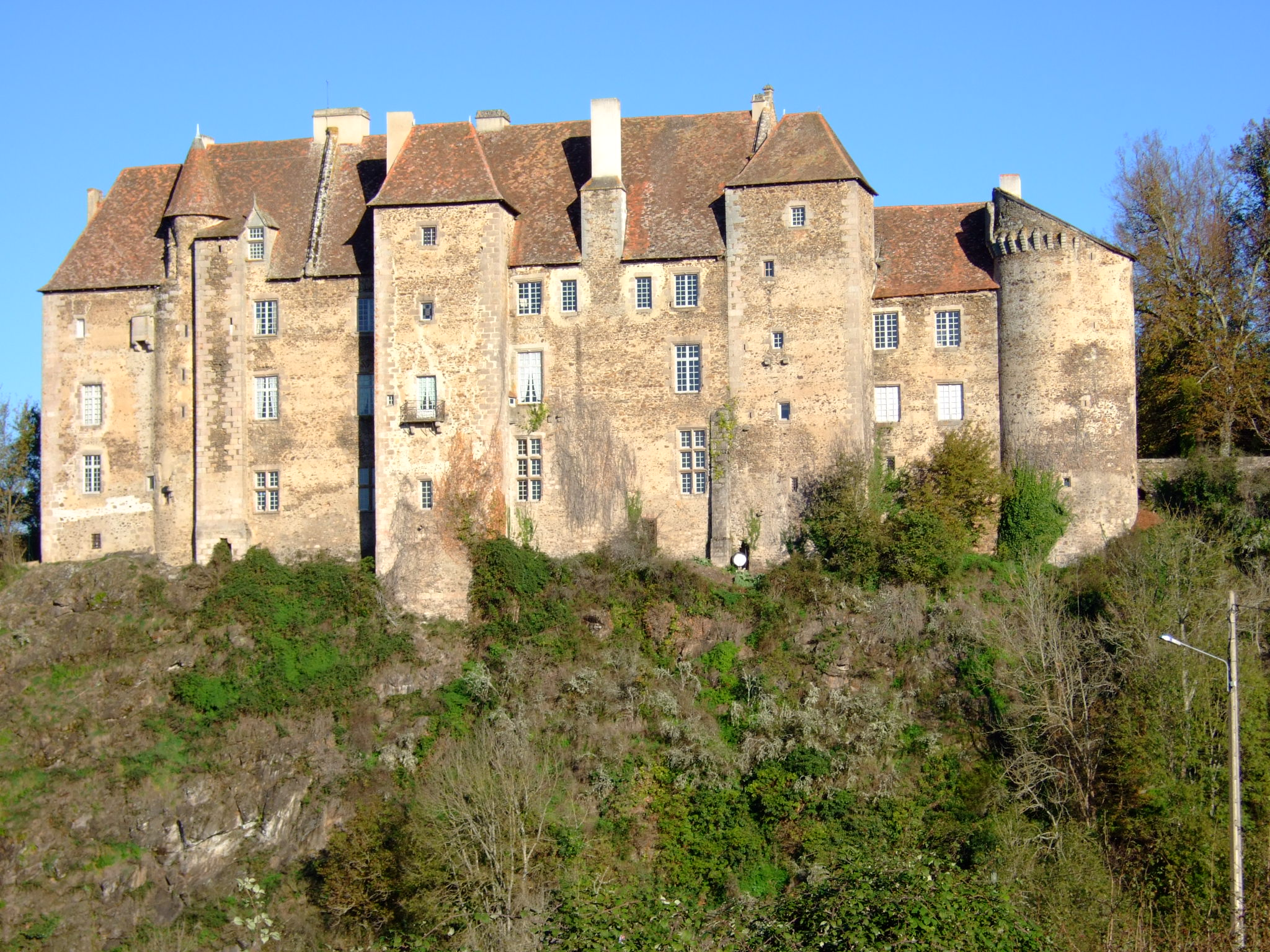
Il castello di Boussac

Nel 1428 Jean de Brosse si ribellò contro l'autorità reale, con il conte di Clermont ed il conte di Perdriac; si asserragliarono nel castello di Bourges, ma vennero a migliori consigli: il re, che aveva bisogno di valenti capitani, accordò il suo perdono. Il 12 febbraio 1428 Jean de Brosse prese parte alla battaglia delle aringhe. Gli inglesi, agli ordini del conte John Fastolf, governatore del Maine e dell'Angiò, respinsero i francesi. Il cognato di Jean de Brosse, Jean de Naillac, fu ucciso nel combattimento. Gli inglesi tennero Beaugency, misero l'assedio ad Orléans, mentre si preparavano ad entrare in campagna a sud della Loira.
Ma Giovanna d'Arco convinse il re ad inviare dei soccorsi ad Orléans: Jean de Brosse e Louis de Culant (suo cugino, futuro ammiraglio di Francia) ricevettero l'incarico di scortare la "pulzella" alla testa di un contingente di rinforzo. L'8 maggio gli inglesi levarono l'assedio.
Jean de Brosse prese quindi parte ai combattimenti per la liberazione di Jargeau, Meung-sur-Loire, Beaugency, e alla battaglia di Patay al fianco di  Tugdual de Kermoysan (18 giugno 1429).
Quando Carlo VII ricevette la consacrazione a Reims, il 17 luglio 1429, il maresciallo de Boussac fu uno dei tre signori, con Louis de Culant e Gilles de Rais (quest'ultimo nominato maresciallo di Francia quella stessa mattina), che ebbero l'onore di portare, dall'abbazia di Saint-Remi alla cattedrale di Notre-Dame, la Santa Ampolla contenente il crisma destinato all'unzione del re.
All'inizio dell'anno seguente, Carlo VII nominò Jean de Brosse luogotenente generale per il nord della Senna. Combattimenti dall'esito incerto lo videro fronteggiare gli anglo-borgognoni sino al 1432, data in cui mancò per poco la conquista di Rouen.
Jean de Brosse morì di malattia nel 1433: contrariamente ai suoi familiari, aveva scelto di essere tumulato non nella natia Huriel, ma nell'abbazia di Prébenoît (oggi nel comune di Bétête). Fu sepolto a fianco dei suoi avi Roger de Brosse e Marguerite de Déols, benefattori dell'abbazia.
I costi di mantenimento delle truppe al suo servizio lo avevano portato alla rovina finanziaria, al punto che le sue spoglie vennero esumate dall'abbazia per essere deposte in terra non consacrata (tale era allora la sanzione per i defunti che in vita non avevano onorato i propri debiti). Ma il re volle tenere conto dei buoni servizi resigli dal maresciallo, ed autorizzò un'imposta eccezionale sulle signorie di Huriel e Sainte-Sévère, che permise ai resti di Jean de Brosse di ritornare nell'abbazia.
Jean de Brosse godette in vita di una grande fama: Rodrigue de Villandrando, capo delle Grandi Compagnie, si era impegnato a non muovere guerra, oltre che al re di Francia, al conte di Clermont, al visconte di Turenne e a «Monseigneur le maréchal de Sainte-Sévère» «che aiuterà contro tutto e tutti, salvo che contro il re».

## Matrimonio e discendenza
- Sposò il 20 agosto 1419 Jeanne, signora di Naillac, dalla quale ebbe: 
  - Jean II de Brosse, sposato il 18 giugno 1437 con Nicole de Châtillon
  - Marguerite, sposata con Germain de Vivonne, signore d'Anville
  - Blanche, sposata con Jean de Roye, signore di Muret